# Landsgemeinde (March)

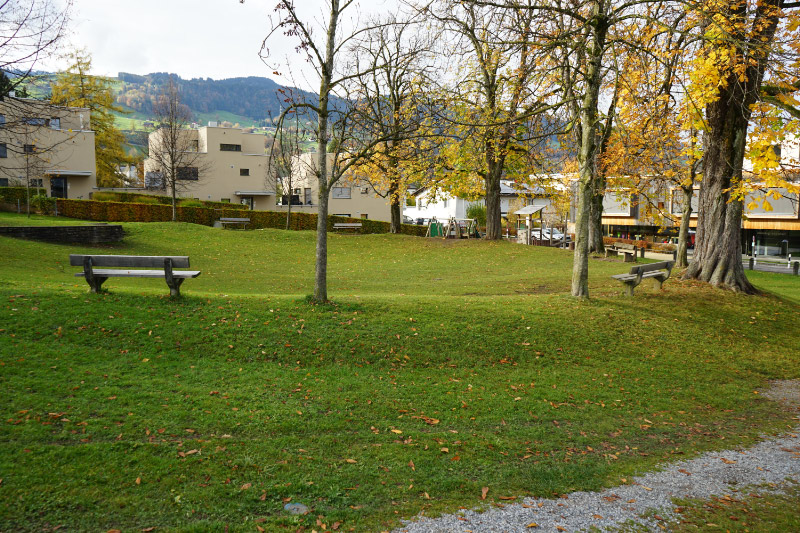
Landsgemeindeplatz in Lachen (2021)

Die Landsgemeinde war die gesetzgebende Versammlung der Landschaft March und später des Bezirks March im Kanton Schwyz. Die historische Stätte in Lachen stellt für die March ein bedeutendes Stück Landesgeschichte und politische Kultur dar. 

## Geschichte

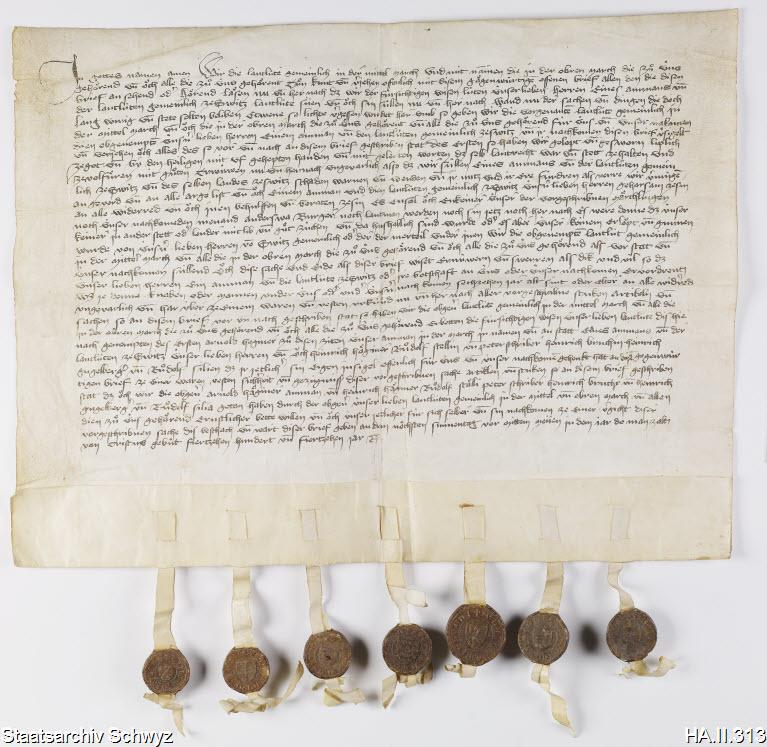
Landrecht mit Schwyz von 1414

Die Landsgemeinde der March entstand im 14. Jahrhundert, als sich die Landschaften auf ihr hergebrachtes Landrecht (Gewohnheits- und Satzungsrecht, Bündnisse) beriefen. Die March war wie das Land Schwyz ehemaliges Habsburgergebiet und mit ihm seit dem 14. Jahrhundert verlandrechtet. 
Die March verfügte im Spätmittelalter und in der Frühneuzeit über eine mit dem Land Schwyz weitgehend identische politische Organisation: Die Landsgemeinde war die oberste Landesbehörde, es gab Landesämter wie Landammann, Statthalter und Säckelmeister, Landschreiber, Landweibel sowie ähnliche Verfahren, Kompetenzen und politische Abläufe. Für das Zeremoniell galt die Schwyzer Landsgemeinde als eigentliches Vorbild. Obwohl die March Untertanengebiet («angehörige Landschaft» und «obrigkeitliches» Verhältnis) von Schwyz war, genoss die March weitgehende Autonomie und ein für ein Untertanengebiet recht hohes Mass an Souveränität. 
Aus der noch im 15. Jahrhundert rechtlich gegenüber Schwyz gut gestellten, freien Landschaft entwickelte sich in der Endphase des Ancien Régimes eine wirtschaftlich und politisch abhängige Region, deren Verhältnis zum Alten Land Schwyz spannungsgeladen war. Es gab zahlreiche Klagen der Märchler und Bittschriften um fiskalische Entlastung und mehr politische Freiheiten (respektive deren Rückgewinnung).
1831 trennte sich die March administrativ von der «Innerschwyz» und bildete den Halbkanton Ausserschwyz dem auch Einsiedeln und Pfäffikon beitraten. Die eidgenössische Tagsatzung anerkannte im April 1833 den Halbkanton «Schwyz, Äusseres Land» unter der Bedingung, dass die Wiedervereinigung angestrebt werde. Drei Monate später verfügte die Tagsatzung im Küsnachterhandel die Wiedervereinigung. Im Oktober 1833 trat die von beiden Halbkantonen ausgearbeitete Verfassung, die der liberalen ausserschwyzerischen Verfassung von 1832 entsprach, in Kraft.

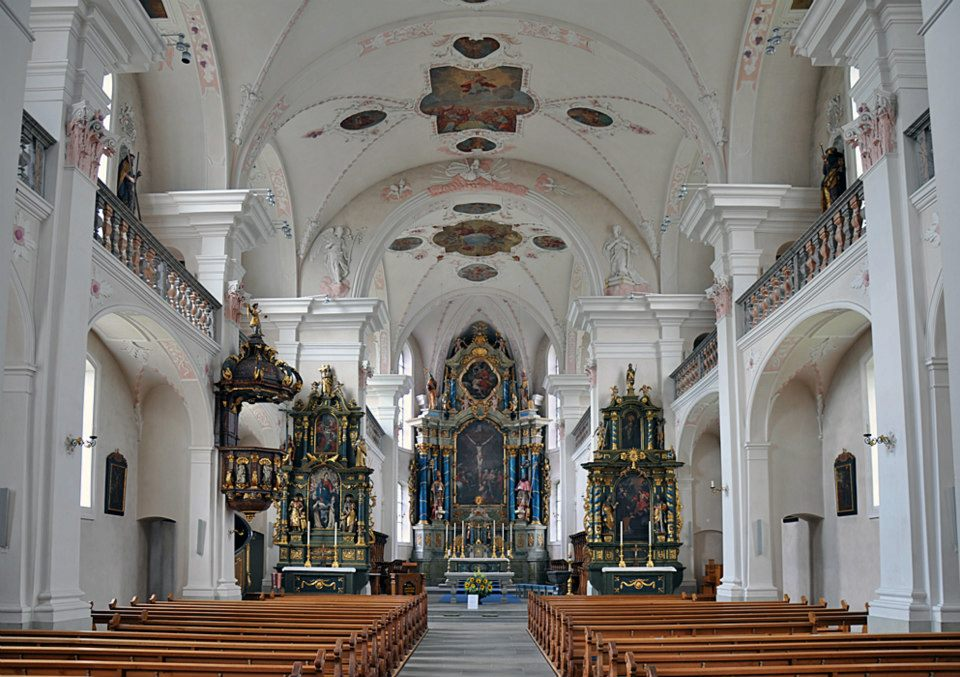
Kirche Lachen mit Galerien

Der Märchler Bezirksrat beschloss 1999, die noch verbliebenen Traktanden der Landsgemeinde (Rechnungsablage und Budget) nicht mehr unter freiem Himmel, sondern in der Lachner Pfarrkirche zu behandeln. Die neue Verordnung zum Wahl- und Abstimmungsgesetz vom 1999 hätte die Durchführung der Prozedere im Rahmen einer Landsgemeinde verkompliziert. Seit 2002 bevorzugt die Bezirkslandsgemeinde Mehrzwecksäle und Turnhallen. Nicht nur die politische Bedeutung und Funktion des Bezirks hat sich verändert, sondern auch die Lokalität für die Versammlung der Landleute. Eine viele Jahrhunderte alte Tradition wurde damit beendet.

## Landsgemeindeplatz

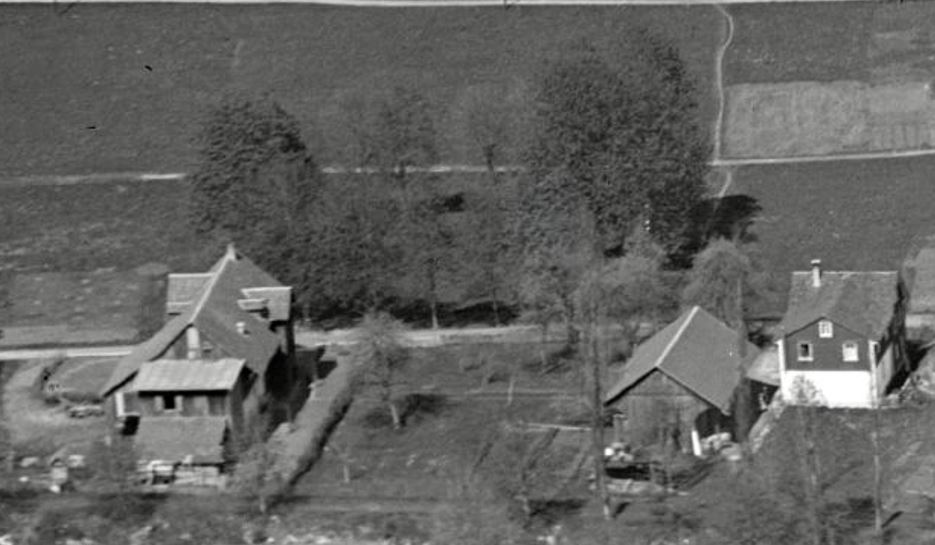
Landsgemeindeplatz (1932)

Der Landsgemeindeplatz der alten Landschaft March befindet sich auf der «Oberen Allmend» in Lachen und wird noch 1663 als «landtsgmeind stüelen» erwähnt. Es ist ungefähr derselbe Platz, der bis Ende des 20. Jahrhunderts vom Bezirk March als Versammlungsort genutzt wurde. Der Platz lag früher weit ausserhalb des Dorfes. Heute (2021) befindet er sich mitten im überbauten Gebiet. Er ist von grossen Kastanienbäumen umringt und präsentiert sich noch heute als kreisrunde Anlage, die gegen den Rand hin ansteigt und somit eine Arena bildet. Der Baumbestand des Vorgängerorts wird noch in der ersten Hälfte des 19. Jahrhunderts mit «unter der Linde auf der Allmeind» beschrieben. Die «Brücke» war für die Behörde reserviert. Sie besteht heute aus einer aufgemauerten Terrasse, die aus der Arena gegen die Platzmitte hinein hervorspringt. 
Die Landsgemeinde der March tagte unter freiem Himmel und bei schlechtem Wetter in der Pfarrkirche von Lachen. Diese «Zusatznutzung» des Gotteshauses soll ein Grund für die umlaufenden Galerien beim Neubau der Kirche von 1711 gewesen sein. 

## Erlaubnis zur Abhaltung der Landsgemeinde

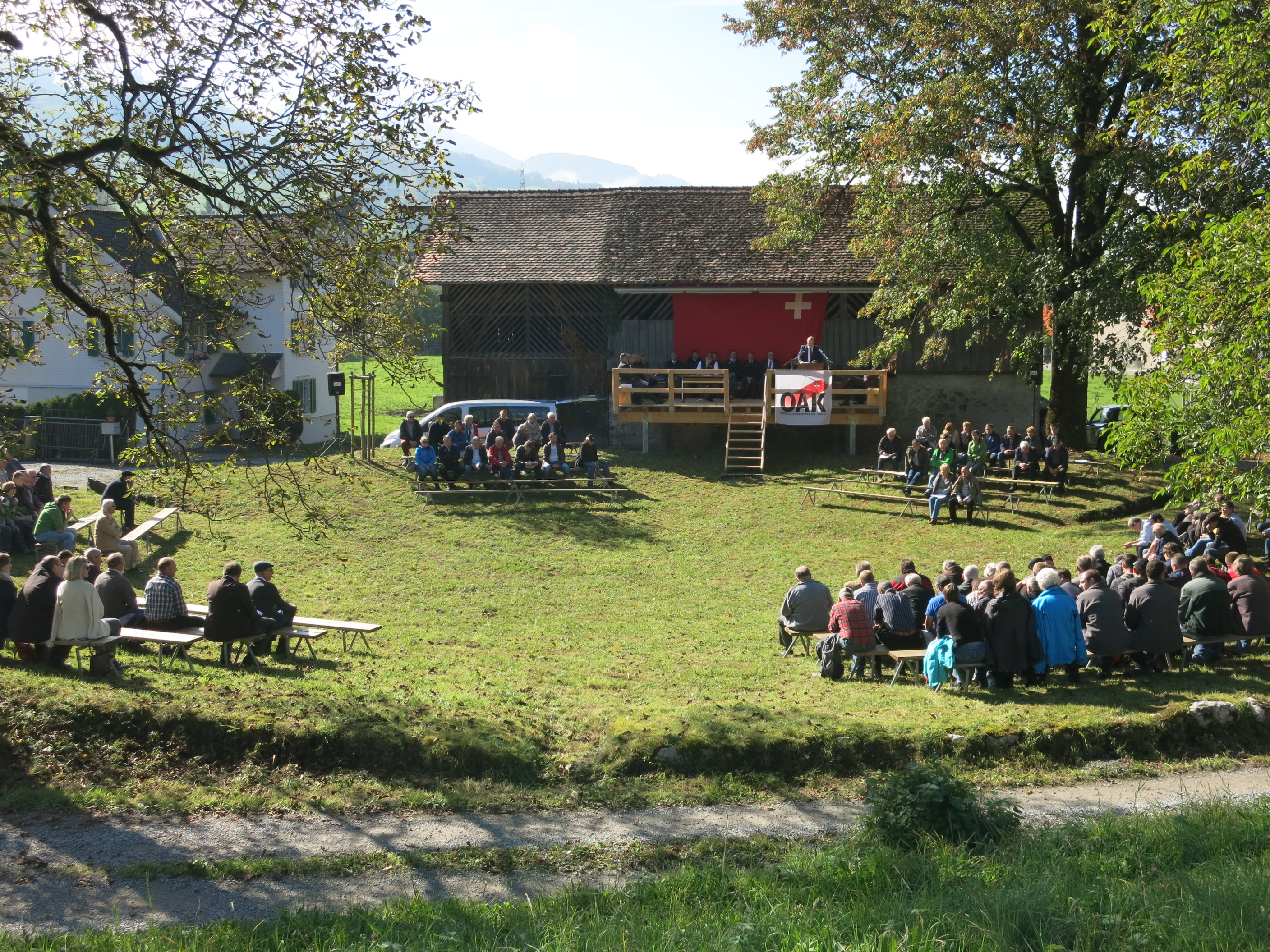
Ring zu Ibach, heute Oberallmeind-Gemeinde

Jährlich hatte die March zusammen mit Abgeordneten weiterer angehöriger Landschaften an der Schwyzer Landsgemeinde im Ring zu Ibach eine formelle Erlaubnis zur Abhaltung einer eigenen Landsgemeinde einzuholen. Die Schwyzer Landleute wollten damit das Abhängigkeitsverhältnis in entsprechend repräsentativem Rahmen offensichtlich machen. Deshalb fand die Märchler Landsgemeinde immer am ersten Sonntag im Mai und nach der Schwyzer (letzter Sonntag im April) statt.
An der Landsgemeinde in der March wurden jeweils «Ehrengesandte» aus Schwyz empfangen und am Vorabend vom Märchler Landammann, dem Statthalter, dem Landschreiber und dem Landweibel mit je einer Kanne Wein als Ehrbezeugung bewirtet. Die Schwyzer Ehrengesandten logierten im Lachner Hirschen (heute Drogerie Krähenmann), dem damals «besten Haus am Platz» und wurden anderntags von einer bewaffneten Ehrengarde, bestehend aus zwölf Märchler Beisassen (Männer ohne Landrecht), zum Landsgemeindeplatz begleitet. Die Schwyzer Delegation bestätigte an der Landsgemeinde dem Landammann und den Landleuten der March offiziell die am Sonntag zuvor von der Schwyzer Landsgemeinde beschlossene Bewilligung zur Abhaltung der Versammlung und dass die «Freiheiten, Rechte und Gewohnheiten» für die angehörige Landschaft um ein weiteres Jahr verlängert wurden.

## Landsgemeindefrieden
An der Landsgemeinde durfte jeder «in Ehren stehende» Landmann der March teilnehmen, nicht dagegen Leute, die «ehr- und gewehrlos» (Bevogtete und Verurteilte) waren. Die politische Mitwirkung der Frauen beschränkte sich auf eine mögliche Einflussnahme auf den stimmberechtigten Vater, Mann oder Sohn im Kreise der Familie. Dass Frauen trotzdem an der Landsgemeinde teilnahmen, zeigt ein Beschluss des Bezirksrates von 1827: «dass inskünftig keine Weibsbilder bei der Landsgemeinde sich einfinden oder an derselben teilnehmen sollen, bei einem Franken Busse». Solche Verstösse gegen den «Landsgemeindefrieden» wurde mit Busse belegt, er galt und dauerte im ganzen Umkreis von Lachen «zwischen den beiden Betglocken». Als Störung galt auch, wenn gegen den Grundsatz der Redefreiheit verstossen wurde, zum Beispiel durch Aus- und Zurufe oder Freudenschreie und Beschimpfungen. Nicht nur die Versammlung selber, sondern auch das Umfeld der Landsgemeinde und des Tagungsplatzes mussten immer wieder mit Verordnungen und Bussandrohungen geschützt werden. Deshalb beauftragte die Versammlung 1815 den dreifachen Bezirksrat, Massnahmen zur Verhinderung von «ungestümen Gesprächen», «Kegeln», «Krämern» und gegen «andere Unordnung» zu ergreifen.

## Ablauf der Landsgemeinde
Ein wesentliches Merkmal des Landsgemeindeplatzes bildet die «Brücke», eine Einrichtung, auf welcher die Landes- und späteren Bezirksbehörden Platz genommen haben. Die Landleute standen, nach Pfarrei getrennt, auf zugeteilten Abschnitten im Ring. Für den Rat waren die Bankreihen unmittelbar vor der Brücke reserviert.
Auf dieser politisch bedeutungsschweren Wiese, die heute eines der wichtigsten Rechtsaltertümer des Bezirks March darstellt, wurde während Jahrhunderten die Staatsführung der Landschaft geprägt. Auf der Traktandenliste standen regelmässig die Wahlen der Landesbehörden, die Sanktionierung neuer gesetzlicher Erlasse, Aufnahmen ins Landrecht, Finanzfragen, Entgegennahmen von Rechenschaften der Räte und Kommissionen sowie Fragen der Bewirtschaftung der landeseigenen Alpen und Wälder. 
Fester Bestandteil des Geschäftsablaufs bildete jeweils am Anfang der Landsgemeinde der gemeinsame Eid auf das Landrecht von 1414 mit Schwyz. Die Märchler schworen «unseren gnädigen Herren von Schwyz, einem Landammann und Rat in der March treu, gewärtig und gehorsam zu sein» Auf dem Landsgemeindeplatz offenbarte sich deshalb nicht nur die weitgehende politische Eigenständigkeit der March, sondern auch das spezielle Rechtsverhältnis gegenüber der Schwyzer Obrigkeit. Das zeigte sich auch daran, dass die Behandlung von aussenpolitischen Fragen nicht in die Kompetenz der Märchler Landleute fiel, sondern ausschliesslich den «Gnädigen Herren und hochen Landesvättern zu Schwyz» oblag.